# Ønskebenet
Ønskebenet er en animationsfilm fra 1973 instrueret af Jannik Hastrup efter eget manuskript.

## Handling
En kort porno-tegnefilm, der gør grin med hele porno-halløjet.